# Maryo de los Reyes
Maryo J. de los Reyes (Manilla, 12 december 1952 — Dipolog, 27 januari 2018) was een Filipijns filmregisseur. Reyes won met zijn werk als filmregisseur vele prijzen. Zo won De los Reyes won driemaal een FAMAS Award voor beste regisseur en tweemaal een FAS Award voor beste regisseur. Zijn film 'Magnifico' uit 2003 won een Kristallen Beer op het Filmfestival van Berlijn.

## Biografie
Maryo de los Reyes studeerde aan het 'Institute of Mass Communications' van de University of the Philippines. Al tijdens zijn studie ging hij werken voor PETA, een van de belangrijkste Filipijnse filmbedrijven in de jaren 70. In dienst van PETA schreef hij onder andere het script voor de film 'Disco Fever'. Hierna vervolgde hij zijn loopbaan als artistiek directeur bij Agrix Films, waarvoor hij in 1979 ook zijn eerste film High School Circa 65' regisseerde. In de loop van zijn carrière regisseerde De los Reyes tientallen films, zoals 'Saan darating ang umaga?' (1983), 'My Other Woman' (1990), 'Sa paraiso ni Efren' (1999), 'Magnifico' (2003), 'Naglalayag' (2004), 'A Love Story' (2007) en 'The Unmarried Wife' (2016).
De los Reyes overleed in 2018 op 66-jarige leeftijd aan de gevolgen van een hartaanval.

## Filmografie
| - High School Circa '65 (1979) - Annie Batungbakal (1979) - Gabun (1979) - Disco Madhouse (1980) - Bongga ka Day (1980) - Apat na Maria (1980) - Totoo ba ang tsimis? (1981) - Ibalik ang swerti (1981) - Rock n Roll (1981) - Schoolgirls (1982) - Diosa (1982) - Minsan, may isang ina (1983) - Don't Cry for Me, Papa (1983) - Saan darating ang umaga? (1983) - Pepe en Pilar (1984) - Bagets (1984) - Kaya kong abutin ang langit (1984) - Anak ni Waray vs Anak ni Biday (1984) - Bagets 2 (1984) - Mga kwento ni Lola Basyang (1985) - I Love You Mama, I Love You Papa (1986) - Tagos ng dugo (1987) - Kapag napagod ang puso (1988) - My Other Woman (1990) - Joey Boy Munti, 15 anyos ka sa Muntilupa (1991) - Underage Too (1991) - Dinampot ka lang sa putik (1991) | - Sinungaling mong puso (1992) - Teenage Mama (1993) - Bala at lipistik (1994) - The secrets of Sarah Jane - sana'y mapatawad mo (1994) - Sa ngalan ng pag-ibig (1995) - Kabilin-bilinan ni Lola (1996) - Kahit kailan (1997) - Ikaw pa rin ang iibigin (1998) - Pahiram kahit sandali (1998) - Sa paraiso ni Efren (1999) - Higit pa sa buhay ko (1999) - Linlang (1999) - Mahal kita, walang iwanan (2000) - Gusto ko ng lumigaya (2000) - Red Diaries (2001) - Ano bang meron ka? (2001) - I Think I'm in Love (2002) - Laman (2002) - Bedtime Stories (2002) - Magnifico (2003) - Naglalayag (2004) - Kulimlim (2004) - Happily Ever After (2005/I) - A Love Story (2007) - Torotot (Destierro) (2008) - Kamoteng kahoy (2009) |